# Congleton
Congleton ist eine Stadt in Cheshire in England, die an den Ufern des Flusses Dane liegt und westlich des Macclesfield Kanals. 2001 betrug ihre Einwohnerzahl 22.763 Einwohner. Congleton gehört seit 2009 zur Unitary Authority Cheshire East.

## Geschichte
Es wird vermutet, dass es bereits eine römische Siedlung war. 1272 erhielt Congleton seine Stadturkunde mit dem Recht Messen und Märkte abhalten zu dürfen. König Edward I. erlaubte den Bau einer Mühle. Congleton wurde ein wichtiges Zentrum der Textilproduktion, insbesondere bei der Anfertigung von Spitzen- und Lederhandschuhen. 1936 wurde die Nachbarstadt Buglawton eingemeindet. Seit 1974 umfasst der Verwaltungsbezirk Congleton weite Teile des Südosten von Cheshire.
Congleton war in den 1620er Jahren berüchtigt, als Jagd auf Bären ein populärer Sport war. Congleton besaß einen alten und äußerst schwachen Bär, der kaum geeignet war, große Menschenmengen zu den Bärenjagd-Wettbewerben anzulocken. Congleton hatte aber kein Geld für einen neuen, aggressiveren Bären. Es hatte aber Geld angesammelt, um sich eine neue Bibel zu kaufen. Die Stadt entschied nun das im Bibelfond gesammelte Geld für einen neuen Bären zu verwenden, um es später durch die Einnahmen der wachsenden Zahl von Zuschauer wieder zurückzahlen zu können. Die Geschichte kursierte durch die Nachbarstädte und wurde verfälscht und so entstand die Legende, dass Congleton seine Bibel verkauft hätte, um sich einen neuen Bären zu leisten.
Ein Song von John Tams drehte die Runden, in der Chorus wiederholt:
Congleton Rare, Congleton Rare

They sold the Bible to buy a bear.
Seit dem Anfang dieser Legende trägt Congleton den Spitznamen Beartown.
Einer der wichtigsten Orientierungspunkten in Congleton gelten die hervortretenden Felsen, die als The Cloud, zu Deutsch Die Wolken, bekannt sind und über der ganzen Ebene von Cheshire zu sehen sind. Das Cloud Projekt in Congleton ist eine tägliche Fotoaufnahme von den Clouds über ein Jahr lang und von den Cloudsides, dem Fluss Dane in Shaw, dem Macclesfield Kanal und den umgebenden Landschaften.
Die Clouds bilden auch den atmosphärischen Hintergrund der übernatürlichen Novelle A Hainted Man von Stuart Neild, in der der Held der Novelle, der Geisterjäger Boag-Munroe, in einem Kampf verstrickt wird, der zu seinem Tode führt.

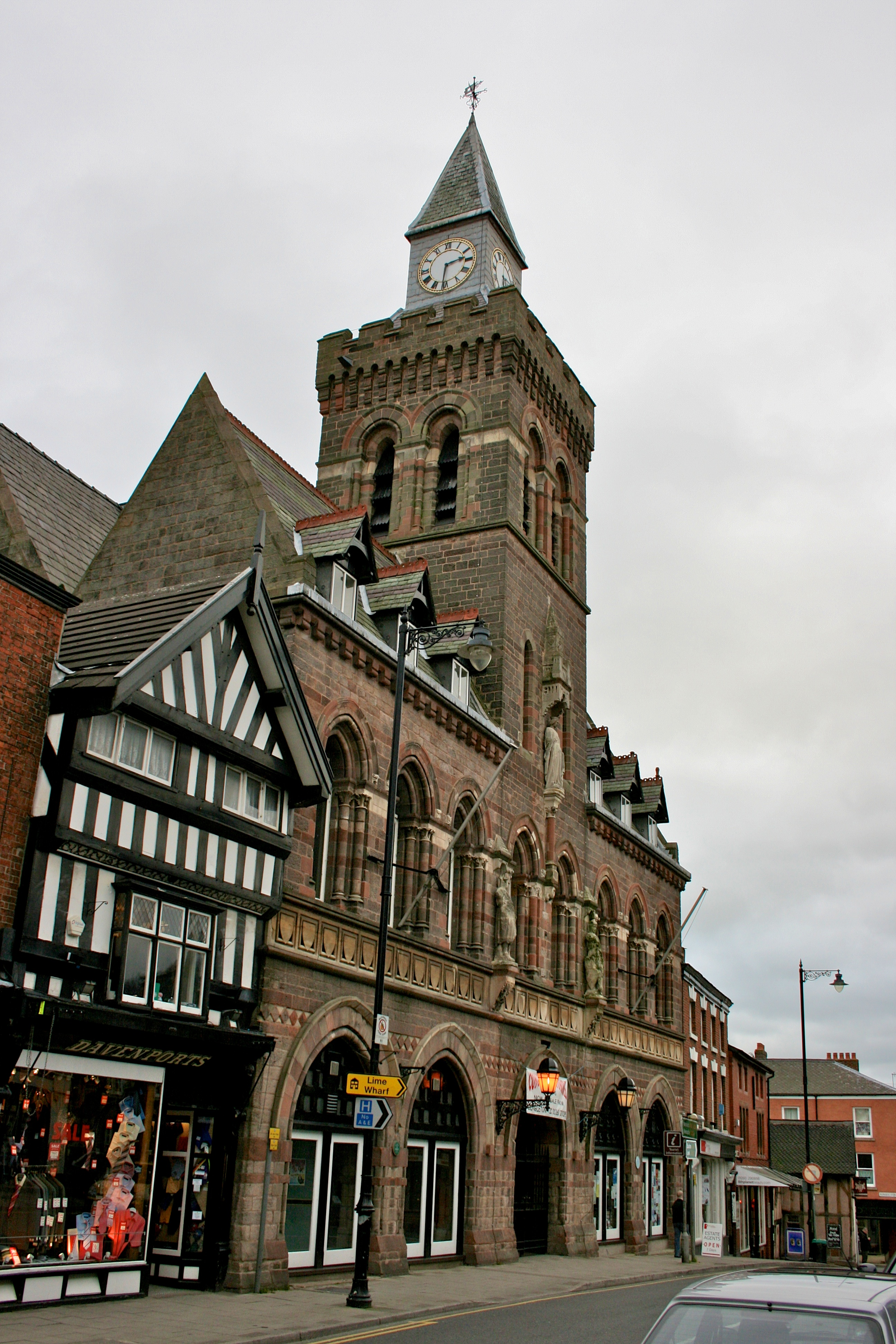
Stadthalle von Congleton

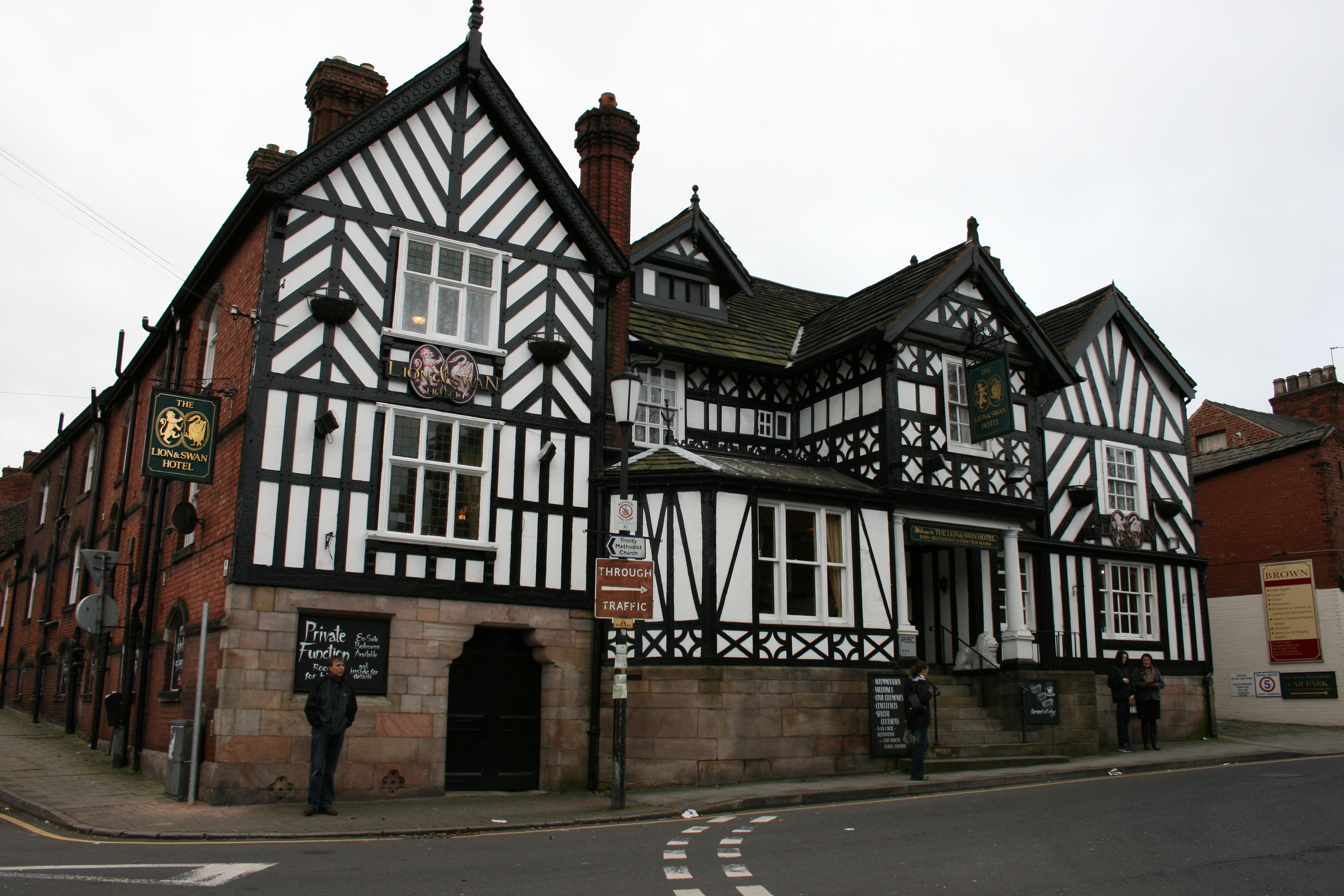
The Lion and Swan Hotel

Die wichtigsten Industriezweige von Congleton stellen Airbags und Golfbälle her. Es gibt in der Nähe der Stadt Fabriken mit leichtem Maschinenbau und Sandabbau auf der Cheshire-Ebene, obwohl für viele Pendler nach Manchester nur eine Schlafstadt ist. Es gibt auch verschiedene lokale Wochenblätter: der zu abonnierende Chronicle und die kostenlose Blätter Congleton Advertiser und Congleton Guardian. Lokale Radiostationen kommen vom nahegelegenen aus Macclesfield stammenden Silke FM und dem aus Stoke-on-Trent sendenden Signal Radio.

## Persönlichkeiten aus Congleton
- John Whitehurst (1713–1788), Uhrmacher und Wissenschaftler
- Alan Garner (* 1934), Schriftsteller
- Emma Bossons, Keramikkünstler
- Laura Newton, Cricketer
- David Boothroyd, politischer Forscher, Autor und Stadtrat
- Ann Winterton, Politiker
- Mark Edwardson, Fernsehmoderator, BBC North West
- Louise Bours (* 1968), Politikerin und Schauspielerin